# Yanou
Yann Peifer, conosciuto come Yanou (Bad Kreuznach, 6 marzo 1974), è un produttore discografico e disc jockey tedesco.

## Carriera musicale
Nella seconda metà degli anni novanta Peifer per la prima volta attirò l'attenzione insieme a Michael Urgacz con il duo Beam & Yanou, che pubblicò diverse hit in Germania e Svizzera.
Nel 2001 grazie alla collaborazione con DJ Sammy e la cantante olandese Do, hanno registrato il remix della canzone Heaven di Bryan Adams, ottenendo così un successo alla prima posizione nelle classifiche in Gran Bretagna, Germania ed entrando nelle top 10 degli Stati Uniti.
Nel 2004, insieme a DJ Manian e Natalie Horler,crearono il progetto Cascada con il quale arrivarono al successo internazionale grazie ai singoli Miracle e Everytime We Touch un anno dopo.
Manian e Yanou nel 2005 fondarono la loro etichetta discografica, la Records Zooland, che non produce solo Cascada, ma anche altri artisti dance.
Altri artisti che hanno collaborato con Yanou nei vari singoli sono Liz Kay, Yves Larock e il rapper Tony T, con cui ha avviato nel 2007 il progetto R.I.O., insieme anche a DJ Manian.

## Discografia
- 2001 "Heaven" - DJ Sammy and Yanou ft. Do
- 2002 "Heaven (Candlelight Mix)" - DJ Sammy and Yanou ft. Do
- 2003 "On & On" - Yanou ft. Do
- 2005 "Everytime We Touch (Yanou's Candlelight Mix)" - Cascada
- 2006 "King of My Castle" - Yanou ft. Liz
- 2007 "Sun Is Shining"- Yanou
- 2007 "What Hurts the Most (Yanou's Candlelight Mix)" - Cascada
- 2008 "A Girl Like You" - Yanou ft. Mark Daviz
- 2008 "Children Of The Sun" - Yanou
- 2009 "Brighter Day" - Yanou ft. Anita Davis
- 2009 "Draw The Line (Yanou's Candlelight Mix) - Cascada

## Beam & Yanou
- 1997/1998 "On Y Va"
- 2000 "Rainbow Of Mine"
- 2000 "Sound Of Love"
- 2000 "Free Fall"

Remix
- 1997 "Shout! (Beam & Yanou Remix)"
- 1997 "Sash! - Le Disc Jockey (Beam & Yanou Remix) "
- 1997 "The Original (Beam & Yanou Remix)"
- 1997 "The Full House (Beam & Yanou Remix)"
- 1998 "Deeper Than Deep (Beam & Yanou Remix)"
- 1998 "Light Of Mystery (Beam & Yanou Remix)"
- 1999 "Look At Us (Beam vs. Yanou)"
- 2000 "E Nomine - E Nomine (Beam & Yanou)"
- 2000 "Sinead O'Connor - Nothing Compares 2 U (Beam & Yanou)"
- 2000 "Love Is The Answer (Beam & Yanou)"
- 2000 "Cosmic Gate - Somewhere Over The Rainbow / Fire Wire (Beam & Yanou)"
- 2001 "Geil (DJ Beam & Yanou)"
- 2001 "Cosmic Gate - Somewhere Over The Rainbow (Part II) (Beam & Yanou)"